# Spitskopsierschildpad
De spitskopsierschildpad (Trachemys grayi) is een schildpad uit de familie moerasschildpadden (Emydidae).
De soort werd voor het eerst wetenschappelijk beschreven door Marie Firmin Bocourt in 1868. Oorspronkelijk werd de wetenschappelijke naam Emys grayi gebruikt. De schildpad werd lange tijd beschouwd als een ondersoort van de lettersierschildpad (Trachemys scripta), maar wordt tegenwoordig als een aparte soort gezien. 
De schildpad komt voor in delen van Midden-Amerika en leeft in de landen Guatemala, El Salvador en Mexico. 